# 晶華國際酒店集團
晶華國際酒店集團（簡寫為），簡稱晶華集團，是以臺灣為基地的跨國旅館集團，1991年成立於臺北。並跨足餐飲、酒店式公寓管理等相關事業。目前擁有3個旅館品牌，包括頂級奢華、休閒度假、平價（背包客）等3大導向的品牌。

## 歷史沿革

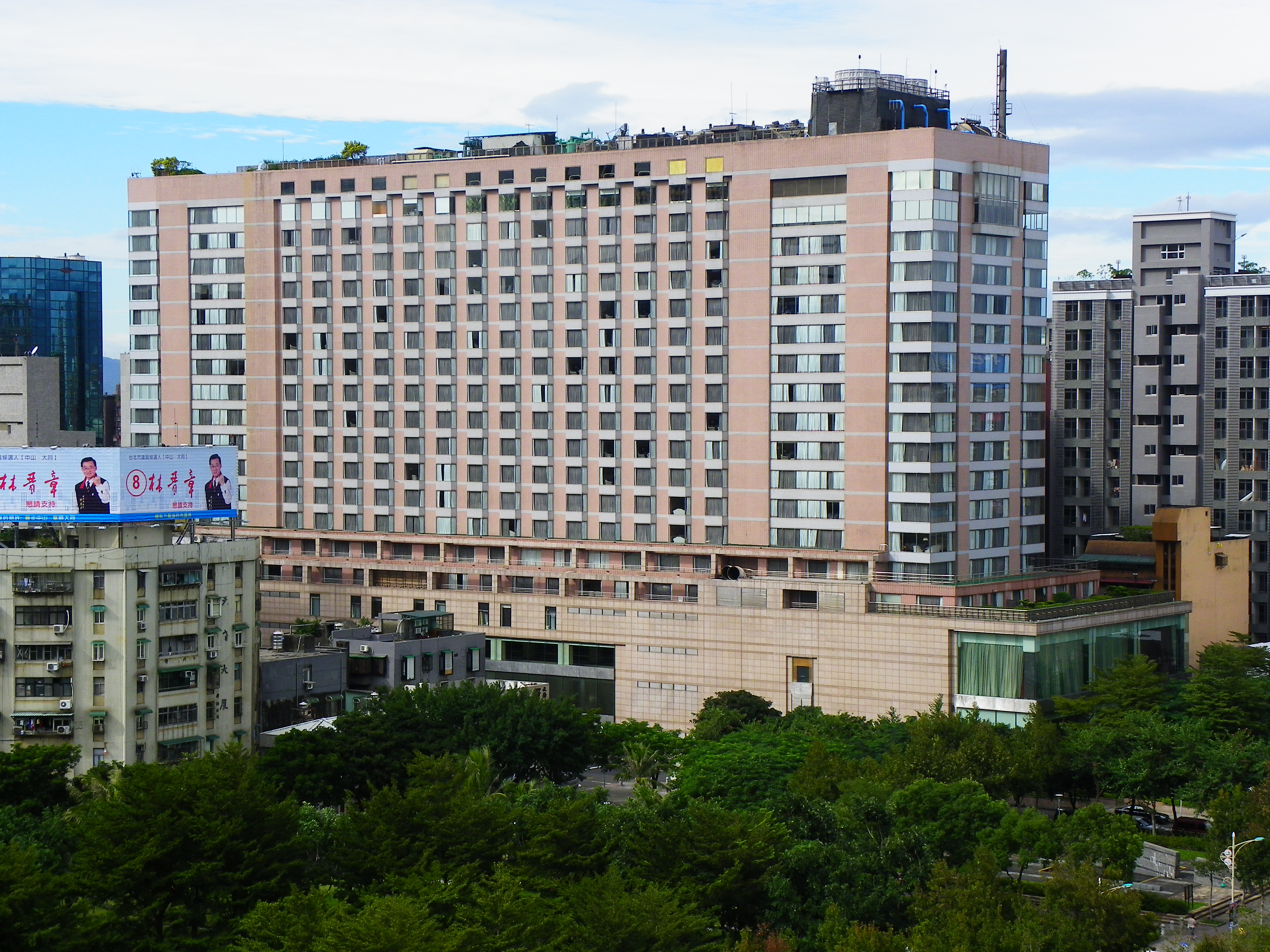
臺北晶華酒店，為晶華酒店集團首個據點

1973年，在高雄市從事拆船工業起家、有「高雄拆船大王」之稱的潘孝銳，看好市場需求，決定投資興建商務飯店。當時適逢臺北市政府出地招商（即今台北晶華酒店土地），潘孝銳與前美國海軍部長羅伯特·伯納德·安德森合資在1976年標下50年的地上權，但因遭到臺北市議會杯葛，使得旅館遲遲無法動工興建。1984年，安德森將所持股份轉讓東帝士集團，同年12月24日與麗晶酒店集團簽約合作，使用「麗晶」（Regent）品牌，取名為「台北麗晶酒店」（Regent Taipei）。東帝士集團創辦人陳由豪運用政商關係取得市議會同意動工興建飯店，於1990年完工開幕。1993年，台北麗晶酒店脫離麗晶酒店連鎖體系，改名為「晶華酒店」（英文取名為）。改名後的晶華酒店，陸續在臺中、高雄與花蓮天祥設點（天祥晶華酒店為晶華酒店與台灣中國旅行社合資，2009年10月22日更名為太魯閣晶英酒店），建立自有的連鎖旅館體系。
晶華酒店成立時，潘孝銳家族持股約23%、東帝士集團則達50%，雖然公司由兩家共治，但財務權掌握在東帝士集團手上。1998年3月9日，晶華酒店在台灣證券交易所股票上市，股票代號2707。2000年，東帝士集團爆發財務危機，潘氏家族收購東帝士集團持有的晶華酒店股權，全面掌握晶華酒店經營權，同時將台中與高雄的晶華酒店交由東帝士集團經營、並從該年7月1日起更名為金典酒店。潘氏家族全面經營後的晶華酒店，由潘孝銳次子潘思亮領軍，在2004年進軍連鎖餐飲市場，2006年12月更進一步收購達美樂披薩在台經營權。為了拓展市場，晶華酒店在2008年2月創立自有國際品牌，並以此品牌成立「晶英酒店」、「捷絲旅」等兩個自有旅館品牌，與同年6月開幕的臺北國立故宮博物院「故宮晶華」宴飲中心。
2010年4月16日，晶華酒店從美國卡爾森集團手中收購麗晶酒店連鎖體系，創下台灣本土旅館業者收購國際品牌首例，也使晶華酒店邁入跨國連鎖旅館品牌之列。晶華酒店收購麗晶酒店品牌後，規劃將台北晶華酒店塑造為麗晶酒店連鎖體系的品牌旗艦店。
2018年3月14日，晶華國際酒店董事會決議與洲際酒店集團策略結盟，成立合資公司Regent Hospitality Worldwide（RHW），負責經營開發麗晶酒店及度假村於台灣以外地區的全球性業務，合資公司晶華持股49％，51％股權以3930萬美元轉讓給洲際酒店集團，於6月底完成交易。因麗晶酒店納入洲際酒店集團旗下品牌，晶華國際酒店集團變更企業英文識別名稱，由原先的Regent Hotel Group更名為Silks Hotel Group。

## 住宿品牌

### 麗晶 Regent
以國際旅客及商務客為主，並以高品質服務讓賓客賓至如歸為其特色。台北晶華酒店為麗晶酒店品牌旗下唯一一間以晶華為中文名稱的麗晶酒店。

### 晶英 Silks

#### 晶英酒店

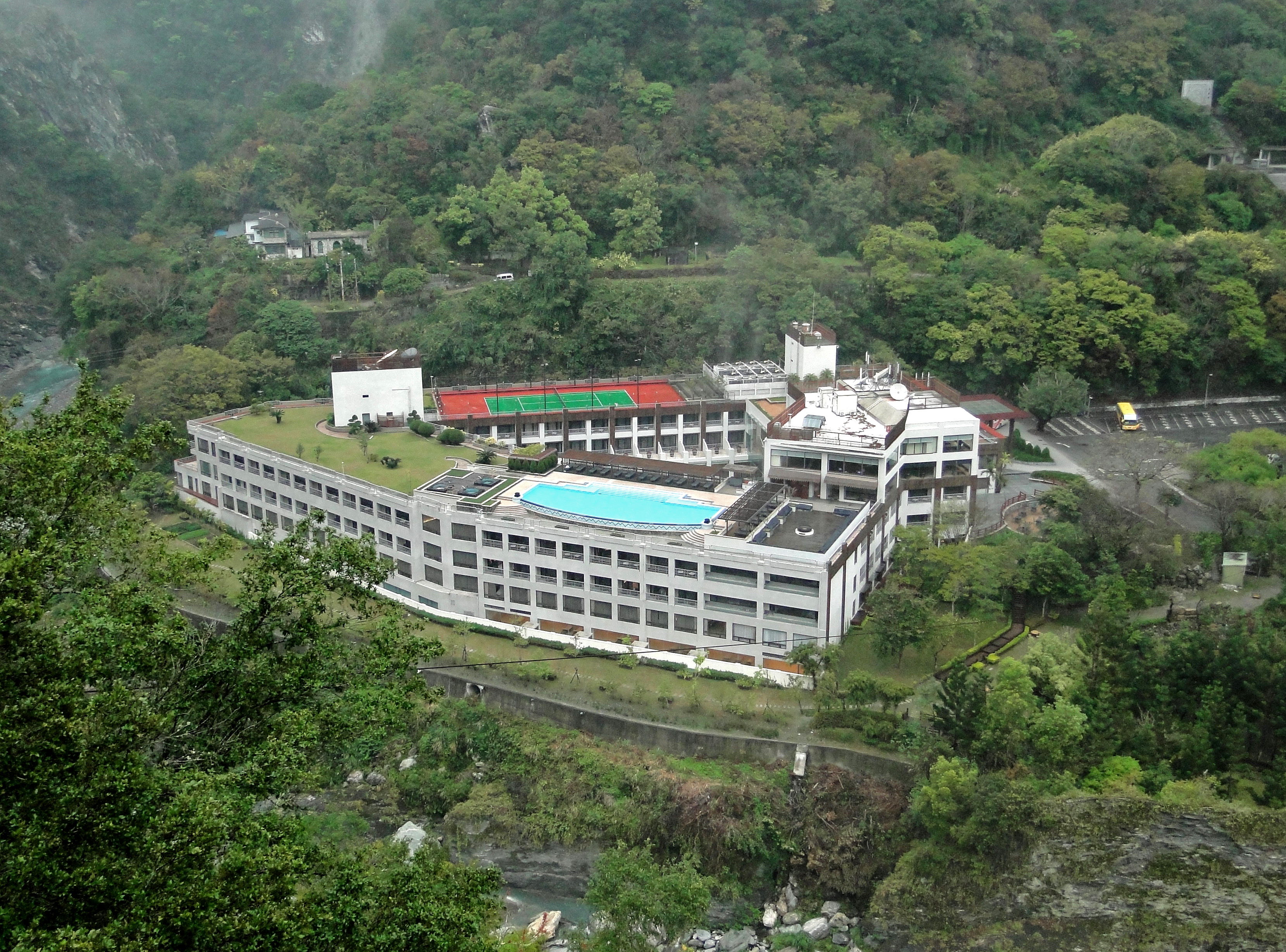
位於花蓮縣秀林鄉太魯閣國家公園內的太魯閣晶英酒店，原址為天祥招待所

晶英酒店以在地觀光客為主，在飯店內外部設計上融入在地特色，強調與在地文化共生共榮的休閒度假旅館品牌。
| 行政區       | 酒店名稱       | 開幕日期       | 備註                                              |
| ------------ | -------------- | -------------- | ------------------------------------------------- |
| 宜蘭縣宜蘭市 | 蘭城晶英酒店   | 2009年10月2日  |                                                   |
| 花蓮縣秀林鄉 | 太魯閣晶英酒店 | 2009年10月22日 | 原天祥晶華度假酒店改裝後更名                      |
| 臺南市中西區 | 台南晶英酒店   | 2014年9月15日  |                                                   |
| 桃園市       | 桃園晶英酒店   | 籌備中         | 本訊息為晶華國際酒店集團2021年第2季財報刊登內容。 |

#### 晶泉旅
晶泉丰旅(Wellspring Resort by Silks)以精品溫泉度假酒店為定位的品牌。鎖定喜歡城市度假、追求靜謐、獨享住宿體驗的客群。
| 行政區       | 酒店名稱   | 開幕日期       | 備註                                                       |
| ------------ | ---------- | -------------- | ---------------------------------------------------------- |
| 宜蘭縣礁溪鄉 | 礁溪晶泉旅 | 2016年6月21日  |                                                            |
| 臺北市北投區 | 北投晶泉旅 | 2025年4月15日  |                                                            |
| 宜蘭縣頭城鎮 | 頭城晶泉丰旅 | 預計2024年開幕 | 本案為東森集團委託晶華集團經營，由原東森海洋溫泉酒店改裝。 |

#### 晶英國際行館
御盟集團旗下的晶英國際行館(Silks Club)以國際級精品行館為市場定位，鎖定全球頂級商務人士以及追求高質感的城市度假客群。晶華集團與御盟集團已於2025年7月31日完成為期八年的品牌授權合作。
| 行政區       | 酒店名稱     | 開幕日期      | 備註                                                                |
| ------------ | ------------ | ------------- | ------------------------------------------------------------------- |
| 高雄市前鎮區 | 晶英國際行館 | 2017年11月5日 | 與御盟集團合作經營，雙方已於2025年7月31日完成為期八年的品牌授權合作 |

#### 晶英薈旅
晶英薈旅(Silks X)以充滿新創魅力和現代設計感的城市度假酒店為主軸。
| 行政區       | 酒店名稱 | 開幕日期       | 備註                           |
| ------------ | -------- | -------------- | ------------------------------ |
| 新北市林口區 | 晶英薈旅 | 預計2025年開幕 | 本案為東森集團委託晶華集團經營 |

### 捷絲旅 Just Sleep
針對自主旅行或區域商務客為主，以便利、舒適、時尚、簡約為主軸的商務設計旅館。

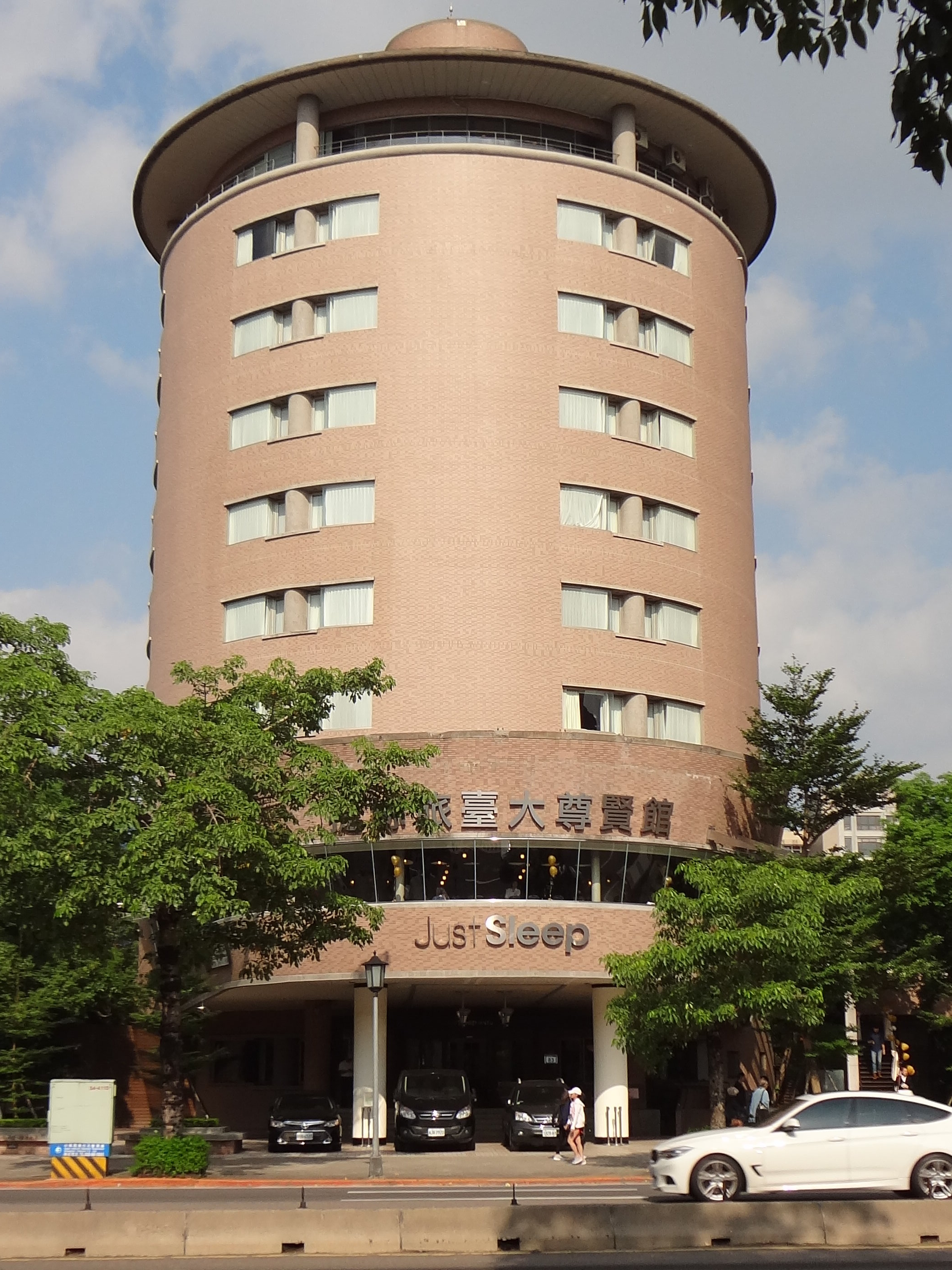
捷絲旅臺大尊賢館，由國立臺灣大學委託晶華酒店集團運營（旅館業登記證編號：802）

| 行政區       | 酒店名稱         | 開幕日期       | 備註                                              |
| ------------ | ---------------- | -------------- | ------------------------------------------------- |
| 臺北市中正區 | 捷絲旅台北西門館 | 2009年6月24日  |                                                   |
| 臺北市中山區 | 捷絲旅台北林森館 | 2010年2月9日   |                                                   |
| 臺北市大安區 | 捷絲旅臺大尊賢館 | 2013年6月19日  |                                                   |
| 新北市三重區 | 捷絲旅台北三重館 | 2019年6月16日  |                                                   |
| 臺南市仁德區 | 捷絲旅台南十鼓館 | 2021年7月14日  |                                                   |
| 高雄市苓雅區 | 捷絲旅高雄中正館 | 2014年1月25日  |                                                   |
| 高雄市新興區 | 捷絲旅高雄站前館 | 2016年2月      |                                                   |
| 宜蘭縣礁溪鄉 | 捷絲旅宜蘭礁溪館 | 2015年6月12日  |                                                   |
| 花蓮縣花蓮市 | 捷絲旅花蓮中正館 | 2014年11月25日 |                                                   |
| 日本大阪市   | 捷絲旅大阪道頓堀 | 2023年3月1日   |                                                   |
| 屏東縣恆春鎮 | 捷絲旅墾丁館     | 籌備中         | 本訊息為晶華國際酒店集團2021年第2季財報刊登內容。 |

## 餐飲品牌

### 中式料理

#### 故宮晶華

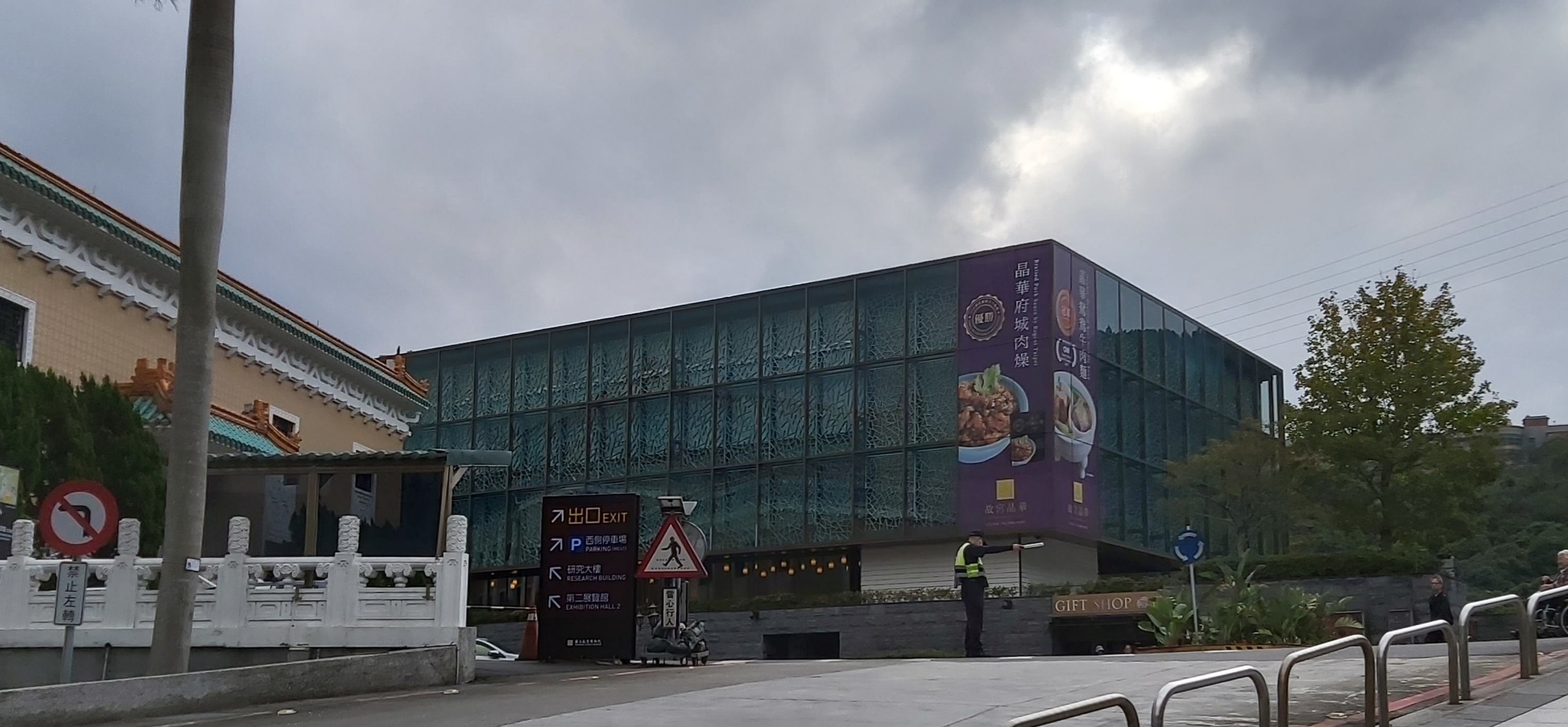
故宮晶華餐飲大樓

故宮晶華是位於臺北市國立故宮博物院院區內的中式料理餐廳，為故宮與晶華集團合作的故宮院區餐飲大樓BOT案，由台灣建築師姚仁喜及日本設計師橋本夕紀夫合作規劃，設有台灣小吃、粵菜餐廳、私人包廂、宴會廳，2008年6月25日正式營運。

### 日式料理

#### 三燔
三燔(Mihan)以提供涮涮鍋、壽喜燒等傳統日式和風料理的日式餐廳。目前有三間分店，分別位於台北晶華酒店、礁溪晶泉丰旅和北投晶泉丰旅內。

### 西式料理

#### Robin's
Robin's 以提供提供精緻的牛排排餐及法式鐵板燒，並為第一間以外場服務人員為名的餐廳。有兩間分店分別位於台北晶華酒店及台南晶英酒店內。

#### Just Grill
Just Grill 以超值的價格提供各式頂級牛排、精緻海鮮及無限量供應的新鮮沙拉吧為主。目前唯一分店設於台北市信義計畫區的誠品信義旗艦店內，隨信義誠品於2023年12月24日正式熄燈關閉。

#### 義饗食堂
義饗食堂為義式自助料理餐廳。目前唯一分店設於捷絲旅台大尊賢館內。

### 泰式料理

#### 泰市場
泰市場(Spicy Market)為泰式海鮮自助料理餐廳。原於台北市信義計畫區的誠品信義旗艦店內，隨信義誠品於2023年12月24日正式熄燈關閉。於2024年3月4日進駐台北大直英迪格酒六樓。

### 其它

#### 台北園外園
台北園外園(Garden Villa)位於新北市五股區的宴會會館，為異國風情的豪華宴會場地，擁有仿如中世紀城堡風格的建築及大片綠地、四周綠意盎然。

## 獲獎紀錄
- 2024 年 台灣企業永續獎 企業永續報告 金級 [18]

## 外部連結
- 晶華國際酒店集團
- 晶華酒店 臺灣旅宿網 （页面存档备份，存于）